# Continente submerso
Um continente submerso é uma massa continental, grande em tamanho, mas principalmente submarino. A terminologia é usada por alguns geólogos e paleogeógrafos em referência a algumas massas de terra.
Os dois principais exemplos dessa categoria são: Planalto de Kerguelen e Zelândia.

## Planalto de Kerguelen

### Descoberta
Pesquisadores do Instituto de Geofísica da Universidade do Texas em Austin e do Instituto de Tecnologia de Massachusetts (MIT) lideraram recentemente uma equipe de 28 cientistas representando oito países em uma expedição na qual descobriram um grande planalto subaquático no Oceano Índico, que foi chamada de Planalto de Kerguelen.

### Geologia

#### No passado
Evidências mostram que o planalto de kerguelen ficou fora da água em três momentos do tempo geológico durante um período de 80 milhões de anos atrás antes de ficar submerso a 20 milhões de anos atrás.

#### Atualmente
Atualmente o planalto encontra-se submerso no sul do oceano índico.

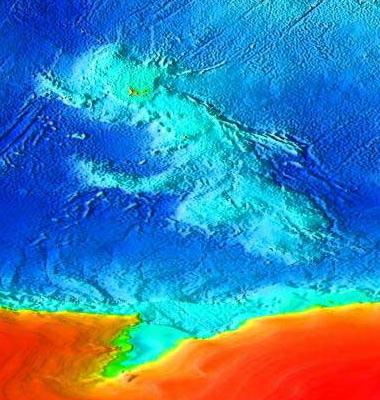
Topografia do Planalto de Kerguelen

## Zelândia

### Atualmente
94% de Zelândia está submerso, contando com 5 milhões de quilômetros quadrados, geralmente tendo 20 quilômetros de Profundidade Provavelmente porque, quando se separou de gondwana a placa tectônica se espalhou muito e acabou afundando. Onde as únicas terras que ficaram fora da água deste continente submerso sendo a ilha da Nova zelândia, Nova caledônia e alguns territórios australianos, como a Ilha de Lord Howe.

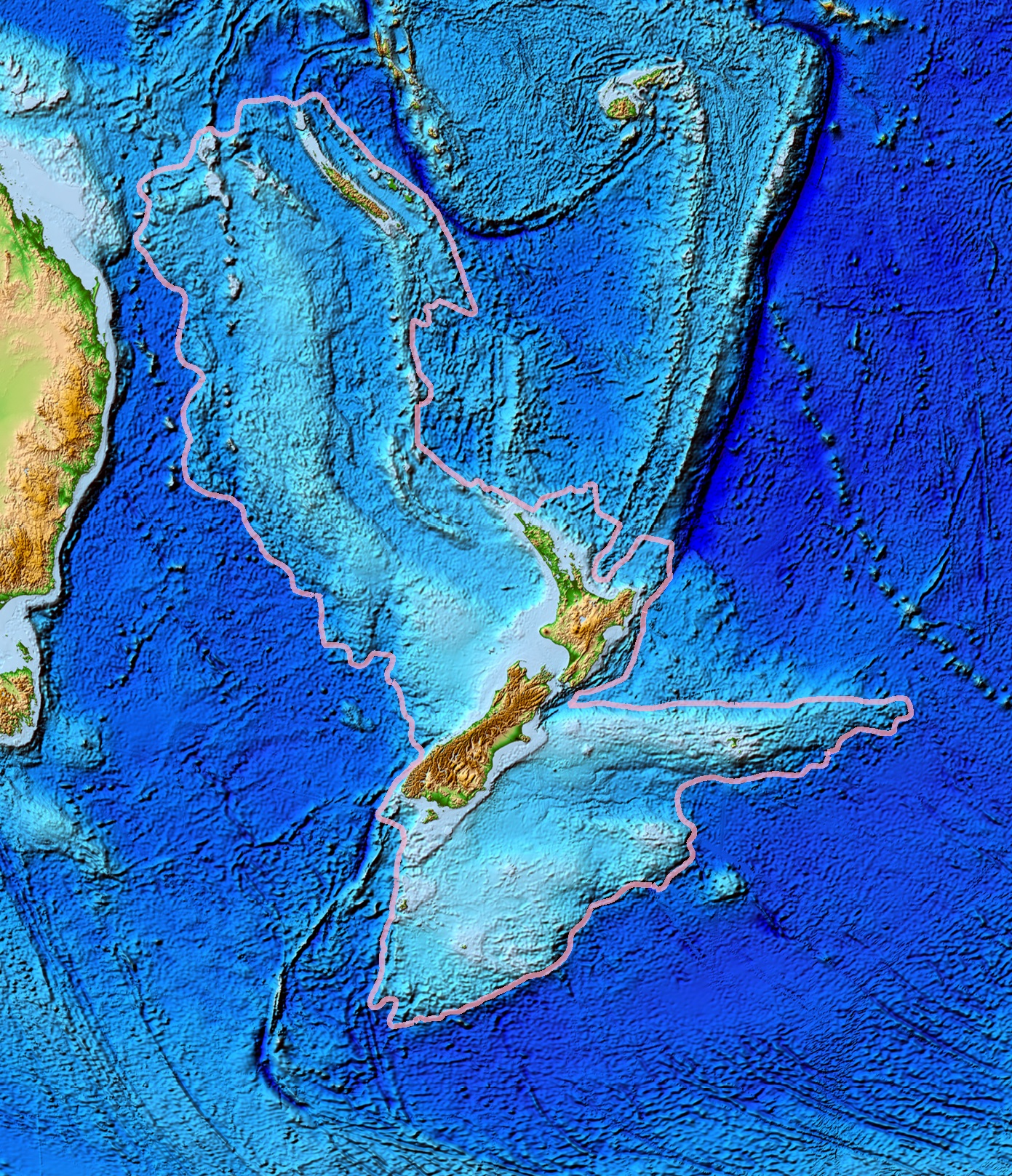
Continente submerso de zelândia

### História Geológica
Com uma investigação sendo liderada por Nick Mortimer, foram mapeados os dois terços que faltavam de Zelândia, e para isso, a equipe da investição composta de geólogos e sismólogos estudou sedimentos e rochas encontrados no fundo do oceano, sendo Basalto e arenito analisados, sendo descoberto que os arenitos datavam do Cretáceo superior e continham granito e seixos vulcânicos que datavam do Cretáceo inferior, os basaltos datavam do Eoceno.

## Costa brasileira, o Elevado Rio Grande

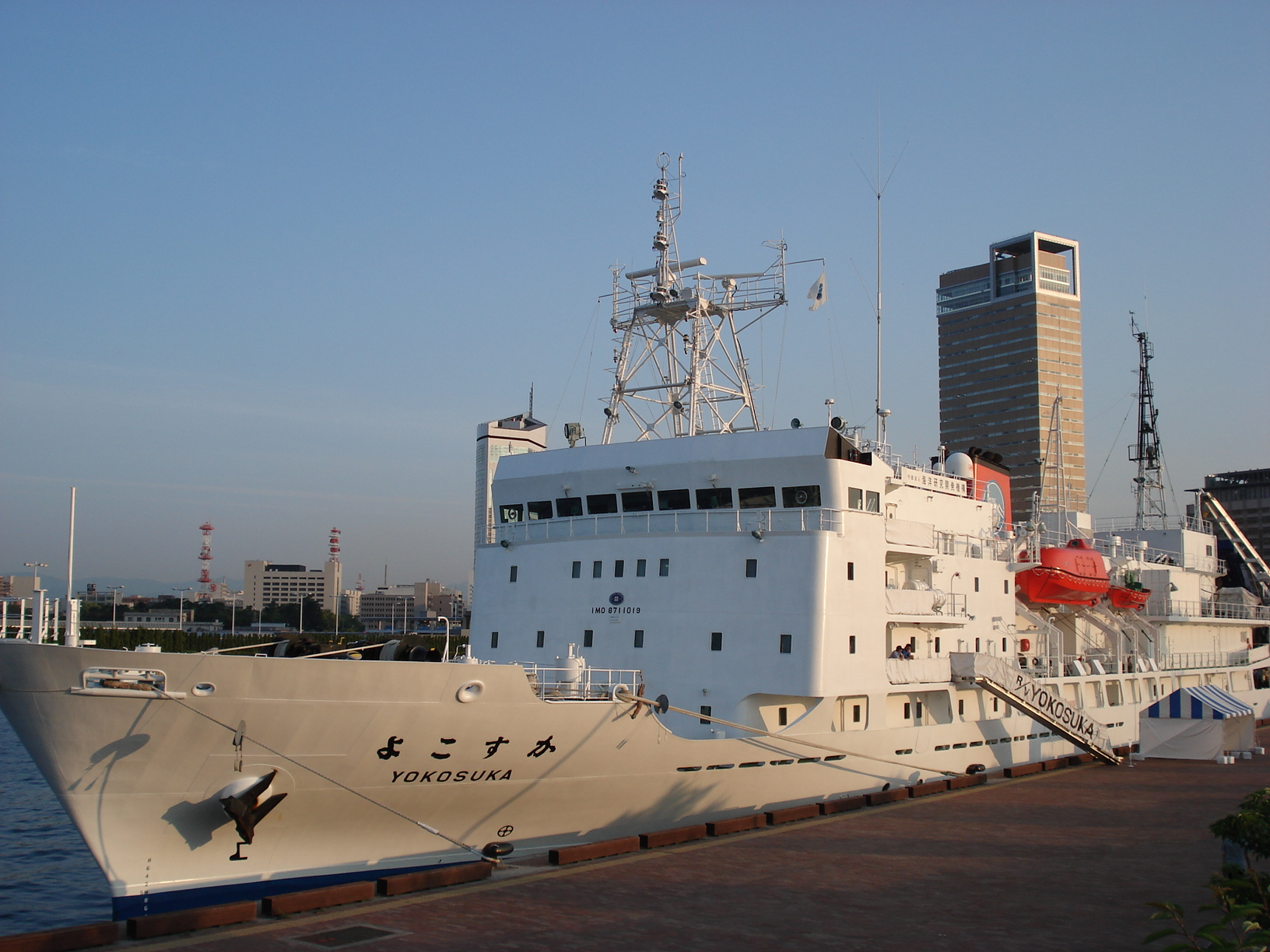
O navio Yokosuka, base de apoio ao submersível Shinkai.

Em 2013 uma prospecção feita por meio do submersível japonês Shinkai 6500 reforçaram a hipótese de que na costa brasileira do Atlântico (cerca de 1.500 km dela) um grande pedaço da crosta continental tenha ficado submersa. A missão exploratória, nipo-brasileira, era composta de membros da USP, CPRM (Companhia de Pesquisa de Recursos Minerais) e da Jamstec (Agência Japonesa de Ciência e Tecnologia da Terra e do Mar).
O Serviço Geológico Brasileiro divulgou, então, os resultados das pesquisas que apontavam a possibilidade de que a já conhecida Elevação do Rio Grande através das amostras de granito colhidas, cuja idade é muito superior à do assoalho oceânico, e cuja formação se acreditava anteriormente ser de origem vulcânica.
A área foi, então, cogitada como sendo um possível continente submerso.